# Джонсон (округ, Кентукки)
Джо́нсон (англ. Johnson County) — округ в штате Кентукки, США. Официально образован в 1843 году, получил своё название в честь 9-го вице-президента США Ричарда Джонсона. По состоянию на 2010 год, численность населения составляла 23 356 человека.

## География
По данным Бюро переписи США, общая площадь округа равняется 683,605 км2, из которых 677,389 км2 суша и 6,216 км2 или 0,910 % это водоёмы.

### Соседние округа
- Лоренс  (север)
- Мартин  (восток)
- Флойд  (юг)
- Магоффин  (юго-запад)
- Морган  (северо-запад)

## Население
По данным переписи населения 2000 года в округе проживает 23 445 жителей в составе 9 103 домашних хозяйств и 6 863 семей. Плотность населения составляет 35,00 человек на км2. На территории округа насчитывается 10 236 жилых строений, при плотности застройки около 15-ти строений на км2. Расовый состав населения: белые — 98,64 %, афроамериканцы — 0,25 %, коренные американцы (индейцы) — 0,13 %, азиаты — 0,29 %, гавайцы — 0,02 %, представители других рас — 0,09 %, представители двух или более рас — 0,58 %. Испаноязычные составляли 0,61 % населения независимо от расы.
В составе 34,10 % из общего числа домашних хозяйств проживают дети в возрасте до 18 лет, 60,50 % домашних хозяйств представляют собой супружеские пары проживающие вместе, 11,30 % домашних хозяйств представляют собой одиноких женщин без супруга, 24,60 % домашних хозяйств не имеют отношения к семьям, 22,30 % домашних хозяйств состоят из одного человека, 9,00 % домашних хозяйств состоят из престарелых (65 лет и старше), проживающих в одиночестве. Средний размер домашнего хозяйства составляет 2,52 человека, и средний размер семьи 2,93 человека.
Возрастной состав округа: 24,00 % моложе 18 лет, 8,80 % от 18 до 24, 28,90 % от 25 до 44, 25,70 % от 45 до 64 и 25,70 % от 65 и старше. Средний возраст жителя округа 37 лет. На каждые 100 женщин приходится 93,10 мужчин. На каждые 100 женщин старше 18 лет приходится 90,70 мужчин.
Средний доход на домохозяйство в округе составлял 24 911 USD, на семью — 29 142 USD. Среднестатистический заработок мужчины был 29 762 USD против 20 136 USD для женщины. Доход на душу населения составлял 14 051 USD. Около 21,70 % семей и 26,60 % общего населения находились ниже черты бедности, в том числе — 35,50 % молодежи (тех, кому ещё не исполнилось 18 лет) и 19,30 % тех, кому было уже больше 65 лет.